# Frozen Planet
Frozen Planet es una serie de documentales británicos de 2011, coproducida por la BBC y The Open University y filmada por la Unidad de Historia Natural de la BBC. El equipo de producción, que incluye al productor ejecutivo Alastair Fothergill y a la productora de series Vanessa Berlowitz, fueron previamente responsables de las premiadas series The Blue Planet (2001) y Planet Earth (2006). David Attenborough regresó como narrador en la versión británica y Alec Baldwin se encargó de narrar los primeros seis capítulos para la versión estadounidense. Fue distribuido bajo licencia de la BBC en otros países, Discovery Channel para Norteamérica, ZDF para Alemania, Antena 3 para España y Skai TV para Grecia.
La BBC, acusada de noticias falsas con respecto al nacimiento de dos osos polares silvestres, admitió su uso de material filmado en un zoológico.  Una de las dos crías falleció en el zoo en el que nació; la otra fue enviada a otro en Escocia.
La serie de siete episodios se centra en la vida y el medio ambiente tanto en el Ártico como en la Antártida. El equipo de producción filmó un registro exhaustivo de la historia natural de las regiones polares, tratando de explicar por qué el cambio climático está afectando a formas terrestres como los glaciares, las plataformas de hielo y la extensión del hielo marino. El documental fue aclamado por la crítica y tiene una puntuación en la página Metacritic de 90/100. A pesar de ello, ha sido criticada por su limitada cobertura de los efectos del calentamiento global y la atribución del cambio climático reciente.
Mientras que la serie se emitió íntegramente en el Reino Unido, la BBC decidió hacer que el séptimo episodio de la serie, que se centra en el cambio climático, fuera opcional para su sindicación con el fin de facilitar la venta de la serie en países donde el tema es políticamente delicado. El canal estadounidense Discovery Channel anunció originalmente que sólo emitiría los primeros seis episodios del programa, pero luego agregó el séptimo episodio a su programación.